# أوطاخية

نظرة الأوطاخيّة لطبيعة المسيح

تُشير الأوطاخيّة إلى مجموعة من المذاهب اللّاهوتيّة المسيحيّة المستمدّة من أفكار أوطاخي القسطنطيني (من 380 إلى 456). الأوطاخيّة هي فَهْم مُحدد لكيفيّة ارتباط النّاسوت واللّاهوت داخل شخص يسوع المسيح (أي، الأوطاخيّة هي كرستولوجيا).

## نظرة عامة
في أوقات مختلفة، علّم أوطاخي أن الطبيعة النّاسوتيّة للمسيح قد تغلّبت عليها اللّاهوتيّة، أو أنّ المسيح كان له طبيعة ناسوتيّة ولكنّه كان على عكس بقية البشر. إحدى الصّياغات هي أنّ الأوطاخيّة شدّدت على وحدة طبيعة المسيح لدرجة أنّ لاهوت المسيح استهلك ناسوته كما يستهلك المحيط قطرة من الخل. أكّد أوطاخي أنّ المسيح كان من طبيعتين ولكن ليس في طبيعتين: الطّبيعة اللّاهوتيّة والنّاسوتيّة المنفصلة قد اتّحدت وخلطت بطريقة كانت، بالرّغم من أنّ يسوع كان متماثلًا مع الآب، إلّا أنّه لم يكن متماثلًا مع الإنسان.
وقد تمّ اعتبار التّفسير مونوفيزيًا أو ميافيزيًا.
لقد نتج عن الرّد على الأوطاخيّة المجمع المسكوني الرابع في خلقدون عام 451، وبيان الإيمان المعروف باسم العقيدة الخلقدونيّة. أدّى ردّ الفعل ضدّ الأوطاخيّة أيضًا إلى الانشقاق عن الأرثوذكسيّة المشرقيّة.

## خلفية تاريخية
مع نمو وتطور الكنيسة المسيحيّة، ازداد تعقيد فهمها للإله الثالوث وشخص المسيح. ومن المهم أن نفهم الخلافات في الكرستولوجيا فيما يتعلق بالتوازي مع تنظيم الكنيسة، بما أنها متّحدة بشكل مثالي واحد، والأخير ينظر إليه على أنّه جسد المسيح. مسألة كيفيّة التّوفيق بين ادعاءات التّوحيد مع تأكيد ألوهية يسوع الناصري تم تسويتها إلى حد كبير في المجمع المسكوني الأول الذي عقد في نيقية (325). تحوّل الانتباه، خاصة بين المسيحيين الناطقين باليونانيّة، إلى كيفية فهم كيف تجسّد الشّخص الثّاني من الثّالوث في شخص يسوع المسيح. تقول العقيدة النيقية عن يسوع أنه «من كائن واحد (أوسيا) مع (الله) الآب» وأنه «كان يجسّد الرّوح القدس ومريم العذراء وأصبح إنسانيًّا بحق». ومع ذلك، لم تقدم العقيدة النيقية ولا القوانين الكنسية للمجمع شرحًا مفصلاً لكيفية تجسد الله إلى إنسان في شخص يسوع، تاركةً الباب مفتوحًا للتكهن.
طرح بطريرك القسطنطينيّة، نسطور، إحدى هذه النظريات حول كيفية تفاعل الناسوت واللاهوت في شخص يسوع. علّم نسطور، وهو طالب في مدرسة اللّاهوت الأنطاكية، أنه في التجسد كان هناك أقنومان متميزان («مادتان» أو، كما استخدم نقاد نسطور مثل يوحنا كاسيان وكيرلس الإسكندري مصطلح «شخصان») في يسوع المسيح - ناسوت واحد (الإنسان) ولاهوت واحد (الكلمة). وهكذا، لا ينبغي اعتبار مريم حاملة الله (ثيوتوكس)، لأنها ساهمت فقط في الطّبيعة النّاسوتية للمسيح وحملتها (مما جعلها خريستوتوكس). أُدين نسطور وتعاليمه من قبل المجمع المسكوني الثالث، الذي عقد في أفسس عام 431، والذي حدد كنيسة المشرق. في حين أنّ مجمع أفسس لم يجب على السؤال حول كيفية ترابط الناسوت واللّاهوت في شخص المسيح، إلّا أنّه يبدو أنّه يرفض أي إجابة تحاول التّأكيد على ازدواجية طبيعة المسيح على حساب وحدته باعتباره أقنوم واحد (يقصد به «شخص»).

## أوطاخي وخلقدون
ردًا على الأوطاخيّة، تبنى المجمع الديوفيزيّة، التي ميّزت بوضوح بين الشخص والطبيعة، موضّحة أنّ المسيح هو شخص واحد في طبيعتين، لكنها تؤكد أن الطّبيعة هي «بدون التباس، بدون تغيير، بدون انقسام، بدون فصل».
رفض الميافيزيّون هذا التّعريف بما أنّه يميل إلى النّسطوريّة وبدلًا من ذلك تقيّدوا بتَعبير كيرلس الإسكندري، الخصم الرّئيسي للنسطوريّة، الّذي كان قد تحدّث عن «طبيعة واحدة (ميا) لتجسّد كلمة الله» (μία φύσις τοῦ θεοῦ λόγου σεσαρκωμένη mia physis tou theou logou sesarkōmenē). كان تمييز هذا الموقف هو أنّ المسيح المتجسّد له طبيعة واحدة، لكن تلك الطّبيعة لا تزال ذات طابع لاهوتي وشخصية ناسوتيّة، وتحتفظ بجميع خصائص الاثنين معًا. وعلى الرّغم من أنّ الميافيزيّين أدَانوا الأوطاخيّة، فقد تم النظر إلى المجموعتين على أنهما مونوفيزيّتان من قبل خصومهم.